# Bất đẳng thức Hölder
Trong giải tích toán học, bất đẳng thức Hölder, đặt theo tên nhà toán học Đức Otto Hölder, là một bất đẳng thức cơ bản liên quan đến các không gian Lp: giả sử S là một không gian đo, với 1 ≤ p, q ≤ ∞ thỏa 1/p + 1/q = 1, đồng thời f thuộc Lp(S) và g thuộc Lq(S). Khi đó fg thuộc L1(S) và
{\displaystyle \|fg\|_{1}\leq \|f\|_{p}\|g\|_{q}.}
Các số p và q nói trên được gọi là liên hợp Holder của lẫn nhau.
Bất đẳng thức Holder được dùng để chứng minh bất đẳng thức tam giác tổng quát trong không gian Lp, bất đẳng thức Minkowski và cũng dùng để chứng minh Lp là đối ngẫu với Lq.

## Các trường hợp đặc biệt đáng chú ý
- Với p = q = 2 bất đẳng thức Holder trở thành bất đẳng thức Cauchy-Schwarz.
- Trong trường hợp không gian Euclide, khi tập S là {1,...,n} với một độ đo kiểu đếm, chúng ta có kết quả là với mọi x, y trong Rn (Cn)

{\displaystyle \sum _{k=1}^{n}|x_{k}y_{k}|\leq \left(\sum _{k=1}^{n}|x_{k}|^{p}\right)^{1/p}\left(\sum _{k=1}^{n}|y_{k}|^{q}\right)^{1/q}}
- Nếu S=N với một độ đo kiểu đếm, khi đó chúng ta có được bất đẳng thức Holder cho các dãy từ không gian lp

{\displaystyle \sum \limits _{n=1}^{\infty }|x_{n}\cdot y_{n}|\leq \left(\sum \limits _{n=1}^{\infty }|x_{n}|^{p}\right)^{1/p}\cdot \left(\sum \limits _{n=1}^{\infty }|y_{n}|^{q}\right)^{1/q},\;\forall x\in l^{p},y\in l^{q}}.
- Trong trường hợp không gian của các hàm giá trị phức khả tích, chúng ta có

{\displaystyle \left|\int f(x)g(x)\,dx\right|\leq \left(\int \left|f(x)\right|^{p}\,dx\right)^{1/p}\cdot \left(\int \left|g(x)\right|^{q}\,dx\right)^{1/q}.}
- Dạng đại số thường gặp trong chứng minh bất đẳng thức của bất đẳng thức Holder

{\displaystyle \coprod _{i=1}^{m}{\biggl (}\sum _{j=1}^{n}a_{i,j}{\biggr )}\geq {\biggl (}\sum _{j=1}^{n}{\sqrt[{m}]{\prod _{i=1}^{m}a_{i,j}}}{\biggr )}^{m}}
- Trong trường hợp không gian xác suất {\displaystyle (\Omega ,{\mathcal {F}},\mathbb {P} )}, {\displaystyle L^{p}(\Omega ,{\mathcal {F}},\mathbb {P} )} là các ký hiệu để chỉ không gian của các biến ngẫu nhiên với moment p hữu hạn,

{\displaystyle \mathbb {E} \left[|X|^{p}\right]<\infty }, trong đó {\displaystyle \mathbb {E} } là ký hiệu chỉ giá trị kỳ vọng. Bất đẳng thức Holder trở thành
{\displaystyle \mathbb {E} |XY|\leq \left(\mathbb {E} |X|^{p}\right)^{1/p}\cdot \left(\mathbb {E} |Y|^{q}\right)^{1/q},\;\forall X\in L^{p},Y\in L^{q}}.

## Trường hợp tổng quát
Có thể chứng minh trường hợp tổng quát sau bằng phương pháp quy nạp
Giả sử {\displaystyle p_{k}\geq 1,k=1,\ldots n} sao cho 
{\displaystyle \sum _{k=1}^{n}{\frac {1}{p_{k}}}=1}
Giả sử {\displaystyle u_{k}\in L^{p_{k}}(S)}. Khi đó ta có {\displaystyle \prod _{k=1}^{n}u_{k}\in L^{1}(S)} và
{\displaystyle \left\|\prod _{k=1}^{n}u_{k}\right\|_{\displaystyle L^{1}(S)}\leq \prod _{k=1}^{n}\|u_{k}\|_{\displaystyle L^{p_{k}}(S)}}